# Филип II фон и цу Франкенщайн
Филип II фон и цу Франкенщайн (на немски: Philipp II von und zu Frankenstein; * пр. 1399; † сл. 1448) е господар на Франкенщайн в Оденвалд.
Той е син на Йохан I фон Франкенщайн († 29 септември 1401) и съпругата му Анна Кемерер.

## Фамилия
Филип II фон и цу Франкенщайн се жени за Елизабет Рюд фон Коленберг. Те имат децата:

- Анна фон и цу Франкенщайн (* пр. 1441; † 21 ноември 1443), омъжена за Ханс фон Волфскелен (* пр. 1430; † сл. 1458)
- Филип III фон и цу Франкенщайн и цу Алцай (* пр. 1442; † пр. 1483), женен за Елза Криг фон Алтхайм
- Ханс III фон и цу Франкенщайн (* пр. 1448; † 1468/1471), женен за Анна фон Берлихинген (* пр. 1443; † сл. 1482)